# Moers
Moers er en by i Tyskland i delstaten Nordrhein-Westfalen med omkring 106.000 indbyggere. Byen ligger i Kreis Wesel ved den venstre bred af Rhinen, 7 km vest for stedet stedet hvor floderne Rhinen og Ruhr løber sammen i Duisburg.
På grund af sin beliggenhed i den nordlige del af Rhinen og i den vestlige del af Ruhr-regionen kaldes Moer centrum for Niederrhinen. Moers er den største by i Tyskland, der er uafhængig af en kreds eller sæde for en kreds, og den eneste større by i denne situation.
Med Krefeld mod syd og Duisburg mod øst grænser Moers direkte op til to større byer, hvis kulturelle, fritids- og uddannelsesmæssige tilbud deles af Moers' borgere.

## Historie
Arkæologiske fund viser tegn på den første bosættelse omkring 2500 f.Kr. i Hülsdonk-området, og yderligere bosættelsesfund blev dokumenteret i Moers-området omkring 500 f.Kr.
i Romerriget blev omkring 12 f.Kr. den romerske militærlejr Asciburgium grundlagt i området omkring det nuværende Asberge. Fortet blev forladt omkring år 85.
Imidlertid fortsatte romerske bosættere og soldater med at bo der indtil deres tilbagetrækning fra Nedre Rhinen omkring år 410 e.Kr.
I det 9. århundrede blev Moers første gang dokumenteret som "Murse" i Jordebogen for Werden Kloster, som erhvervede en mark her.